# Trivante Stewart
Trivante Vicent Stewart (sinh ngày 22 tháng 3 năm 2000) là một cầu thủ bóng đá chuyên nghiệp người Jamaica hiện tại đang thi đấu ở vị trí tiền đạo cho câu lạc bộ Salernitana tại Serie A, và Đội tuyển bóng đá quốc gia Jamaica.

## Sự nghiệp thi đấu

### Nghiệp dư
Stewart bắt đầu sự nghiệp của mình với DB Basovak ở quê hương Spanish Town, trước khi tiếp tục chơi bóng tại Trường Trung học Innswood và Trường Trung học Charlie Smith, trường mà anh thi đấu tại Manning Cup.

### Chuyên nghiệp

#### UWI, Molynes United và Mount Pleasant
Anh bắt đầu sự nghiệp chuyên nghiệp của mình với UWI, trước khi chuyển đến Molynes United vào năm 2022. Giữa mùa giải 2022, anh chuyển đến Mount Pleasant, nơi anh phát triển mạnh mẽ, ghi 5 bàn trong 4 trận đầu tiên cho câu lạc bộ.

#### Salernitana
Vào ngày 17 tháng 8 năm 2023, Stewart chính thức gia nhập câu lạc bộ Salernitana theo bản hợp đồng kéo dài 3 năm, kèm theo một lựa chọn bổ sung. Anh trở thành cầu thủ Jamaica thứ ba từng chơi ở Serie A, đồng thời là người đầu tiên tham gia giải đấu này từ giải quốc nội.
Vào ngày 1 tháng 10 năm 2023, Trivante có trận ra mắt cho Salernitana, khi vào sân thay người ở phút 79 trong trận gặp Inter Milan. Tuy vậy, Salernitana để thua 0-4, khi một mình Lautaro Martínez lập một cú poker sau khi vào sân thay người.

### Quốc tế
Màn trình diễn của anh tại JPL đã giúp anh được gọi triệu tập lên Đội tuyển bóng đá quốc gia Jamaica.

## Thống kê sự nghiệp

### Câu lạc bộ
Tính đến 25 tháng 3 năm 2023.
| Câu lạc bộ          | Mùa giải            | Giải đấu                | Giải đấu | Giải đấu | Cúp  | Cúp | Khác | Khác | Tổng cộng | Tổng cộng |
| Câu lạc bộ          | Mùa giải            | Hạng đấu                | Trận     | Bàn      | Trận | Bàn | Trận | Bàn  | Trận      | Bàn       |
| ------------------- | ------------------- | ----------------------- | -------- | -------- | ---- | --- | ---- | ---- | --------- | --------- |
| UWI                 | 2019–20             | Giải Ngoại hạng Jamaica | 20       | 4        | 0    | 0   | 0    | 0    | 20        | 4         |
| Molynes United      | 2022                | Giải Ngoại hạng Jamaica | 8        | 2        | 0    | 0   | 0    | 0    | 8         | 2         |
| Mount Pleasant      | 2022                | Giải Ngoại hạng Jamaica | 12       | 6        | 0    | 0   | 0    | 0    | 12        | 6         |
| Mount Pleasant      | 2022–23             | Giải Ngoại hạng Jamaica | 16       | 14       | 0    | 0   | 0    | 0    | 16        | 14        |
| Mount Pleasant      | Tổng cộng           | Tổng cộng               | 28       | 20       | 0    | 0   | 0    | 0    | 28        | 20        |
| Tổng cộng sự nghiệp | Tổng cộng sự nghiệp | Tổng cộng sự nghiệp     | 56       | 26       | 0    | 0   | 0    | 0    | 56        | 26        |

### Quốc tế
Tính đến trận đấu diễn ra vào ngày 25 tháng 3 năm 2023.
| Đội tuyển quốc gia | Năm       | Trận | Bàn thắng |
| ------------------ | --------- | ---- | --------- |
| Jamaica            | 2022      | 1    | 0         |
| Jamaica            | 2023      | 2    | 0         |
| Tổng cộng          | Tổng cộng | 3    | 0         |

## Danh hiệu

### Mount Pleasant
- Vô địch Giải Ngoại hạng Jamaica: 2022–23[10]